# Hockey Vercelli 2022-2023
Questa voce raccoglie le informazioni riguardanti l'Hockey Vercelli nelle competizioni ufficiali della stagione 2022-2023.

## Maglie e sponsor
Lo sponsor tecnico per la stagione 2022-2023 è Erreà, mentre lo sponsor ufficiale è Engas, società di vendita di gas metano ed energia elettrica.
| 1ª divisa | 2ª divisa |

## Organigramma societario
- Presidente: Marta Anna Ferretti
- Vicepresidente: Alvise Racioppi e Piero Mentasti
- Direttore generale: Davide Costanzo
- Consigliere: Mirko Brizzi, Paolo Gallione, Roberto Giraudi
- Segretario: Mirko Brizzi

## Organico

### Giocatori
| N° | Naz.                  | Ruolo | Sportivo          |  |  |  |
| -- | --------------------- | ----- | ----------------- |  |  |  |
| 7  | Argentina (bandiera)  | A     | Maxi Oruste       |  |  |  |
| 8  | Italia (bandiera)     | A     | Massimo Tataranni |  |  |  |
| 17 | Italia (bandiera)     | D     | Matteo Brusa      |  |  |  |
| 18 | Italia (bandiera)     | D     | Enrico Zucchiatti |  |  |  |
| 74 | Portogallo (bandiera) | D     | Diogo Neves       |  |  |  |
| 77 | Italia (bandiera)     | A     | Matteo Loguercio  |  |  |  |
| 84 | Italia (bandiera)     | A     | Matteo Zucchetti  |  |  |  |
| 85 | Italia (bandiera)     | P     | Mattia Verona     |  |  |  |
| 88 | Italia (bandiera)     | P     | Andrea Raffa      |  |  |  |
| 99 | Spagna (bandiera)     | D     | Sergi Canet       |  |  |  |

### Staff tecnico
- Allenatore:  Sergi Punset (1ª-7ª) e  Roberto Crudeli (8ª-26ª)

## Mercato
| Acquisti | Acquisti         | Acquisti         | Acquisti |
| R.       | Nome             | da               |          |
| -------- | ---------------- | ---------------- | -------- |
| D        | Sergi Canet      | Palafrugell      |          |
| A        | Matteo Loguercio | Montecchio P.    |          |
| D        | Diogo Neves      | Sandrigo         |          |
| A        | Maxi Oruste      | Deportivo Liceo  |          |
| P        | Andrea Raffa     | Amatori Vercelli |          |

| Cessioni | Cessioni            | Cessioni         | Cessioni |
| R.       | Nome                | a                |          |
| -------- | ------------------- | ---------------- | -------- |
| D        | Giorgio Maniero     | Dornbirn         |          |
| D        | Cosimo Mattugini    | Montebello       |          |
| A        | José Moyano         | CGC Viareggio    |          |
| D        | Nicolas Ojeda       | Valdagno         |          |
| A        | Walter Sisti        | La Vendéenne     |          |
| P        | Ferruccio Pasciullo | Termine carriera |          |